# Ashprihanal Pekka Aalto
Ashprihanal Pekka Aalto (1970) é um corredor de ultramaratona finlandês.